# セーヴェル大隊
セーヴェル大隊（батальон "Север"）は、ロシア内務省国内軍北カフカーズ国内軍管区に所属してい特殊部隊。正式名称は、第248独立特殊自動車化大隊（248-й отдельный специальный моторизированный батальон）。セーヴェル（ロシア語で「北」）の名称は同大隊の担当地域にちなんでいる。
2005年秋、ユーク大隊とセーヴェル大隊の編成が決定された。2006年4月、両大隊の編成が完結。両大隊の編成の目的は、ラムザン・カディロフの私兵の存在を合法化するためだった。
セーヴェル大隊の総員は700人。隊員は、親露派、恩赦された元独立派のチェチェン人から構成されている。大隊は、3個中隊、通信小隊、技術小隊、修理小隊、衛生小隊から成る。大隊はチェチェン共和国の首都グロズヌイに駐屯している。
2009年にセーヴェル大隊を基にした第141特殊自動車連隊が設立された。